# شهرستان مارب
ناحیهٔ مارب (به عربی: مدیریة مأرب) یک ناحیه در یمن است که در استان مأرب واقع شده‌است.
ناحیهٔ مارب ۳۹٬۴۹۵ نفر جمعیت دارد.